# Гондо Віджоджо
Гондо Віджоджо (нар. 21 січня 1946) — колишній індонезійський тенісист. Чемпіон Азійських ігор 1978 року в команді. 
Здобув 1 парний титул турів ITF ATP. Найвищим досягненням на турнірах Великого шолома було 2 коло в парному розряді.

## Фінали Гран-прі за кар'єру

### Парний розряд: 1 (1–0)
| Результат | В-П | Дата     | Турнір             | Покриття | Партнер      | Суперники                       | Рахунок       |
| --------- | --- | -------- | ------------------ | -------- | ------------ | ------------------------------- | ------------- |
| Перемога  | 1–0 | Сер 1971 | Сенігаллія, Італія | Ґрунт    | Атет Віджоно | Еціо Ді Маттео Тоніно Цугареллі | 7–5, 3–6, 7–5 |